# Per-Eric Nyholm
Per-Eric Ivar Nyholm, född 18 oktober 1919 i Borgå, död 14 december 2013, var en finländsk stadsdirektör. 
Nyholm, som var son till mekanikermästare Otto Ivar Nyholm och Lydia Sofia Andersson, blev student 1938, avlade högre rättsexamen 1948 och blev vicehäradshövding 1957. Han var tillförordnad stadssekreterare i Borgå 1946–1949, ordinarie stadssekreterare 1949–1966 och stadsdirektör från 1966. 
Nyholm var disponent för Ab Svenska Gården i Borgå från 1948. Han innehade talrika kommunala förtroendeuppdrag i Borgå, bland annat ordförande i centralvalnämnden, i svenska folkskolans direktion, i förmyndarnämnden och representant i uppbådsnämnden. Han var medlem av och viceordförande i förbundsfullmäktige för södra Finlands sinnessjukvårdsdistrikt, medlem av förbundsfullmäktige för sjukhusets i Borgå kommunalförbund, av Helsingfors universitets centralsjukhusförbund, Raseborgs tuberkulosdistrikts kommunalförbund och ordförande i förbundsfullmäktige för Östra Nylands regionplaneförbund. Han var även medlem av Borgå kyrkofullmäktige. Han skrev tidningsartiklar i kommunala frågor.